# Вільгельміна
Вільгельміна (швед. Vilhelmina) — містечко (tätort, міське поселення) у північній Швеції в лені  Вестерботтен. Адміністративний центр комуни Вільгельміна.

## Географія
Містечко знаходиться у західній частині лена  Вестерботтен за 600 км на північ від Стокгольма.

## Історія
Поселення виникло в кінці XVIII століття. 
У 1947 році Вільгельміна отримала статус чепінга.

## Герб містечка
Герб торговельного містечка (чепінга) Вільгельміна отримав королівське затвердження 1949 року.
Сюжет герба: у срібному полі скошені навхрест два сині вовчі списи з червоними кінцями і синіми оленячими рогами вгорі, над ними — синя з червоно-срібною обшивкою саамська шапка,  у відділеній хвилясто синій главі — срібна відкрита корона.
Списи і шапка уособлюють саамську культуру і розвинене оленярство. Корону додано на честь короля Густава IV Адольфа, який надав назву цьому поселенню.
Після адміністративно-територіальної реформи, проведеної в Швеції на початку 1970-х років, муніципальні герби стали використовуватися лишень комунами. Цей герб був 1971 року перебраний для нової комуни Вільгельміна.

## Населення
Населення становить 3 512 мешканців (2018).

## Спорт
У поселенні базується спортивний клуб Вільгельміна ІФ, який має секції хокею з шайбою, футболу та інших видів спорту.

## Галерея

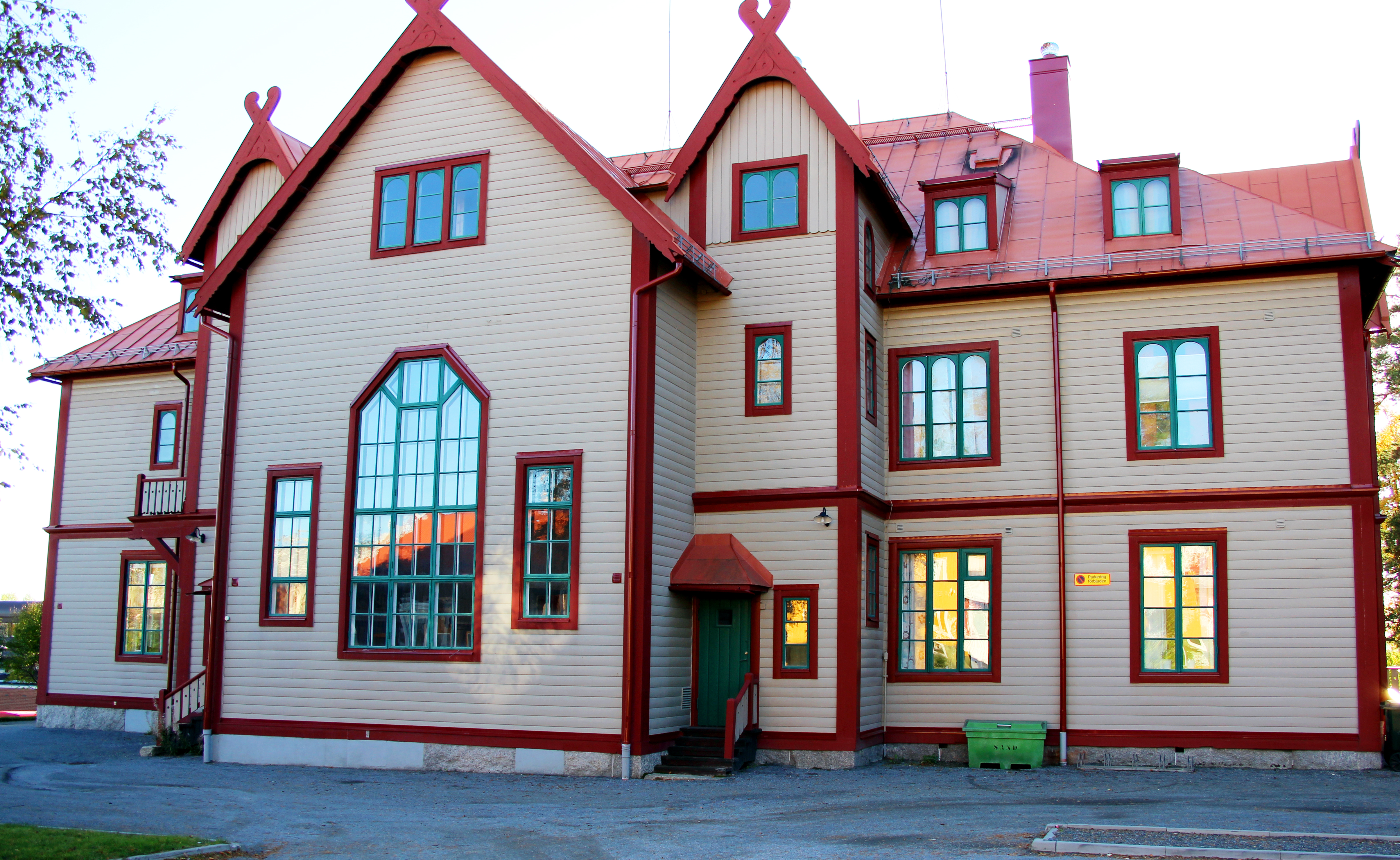
Будинок суду
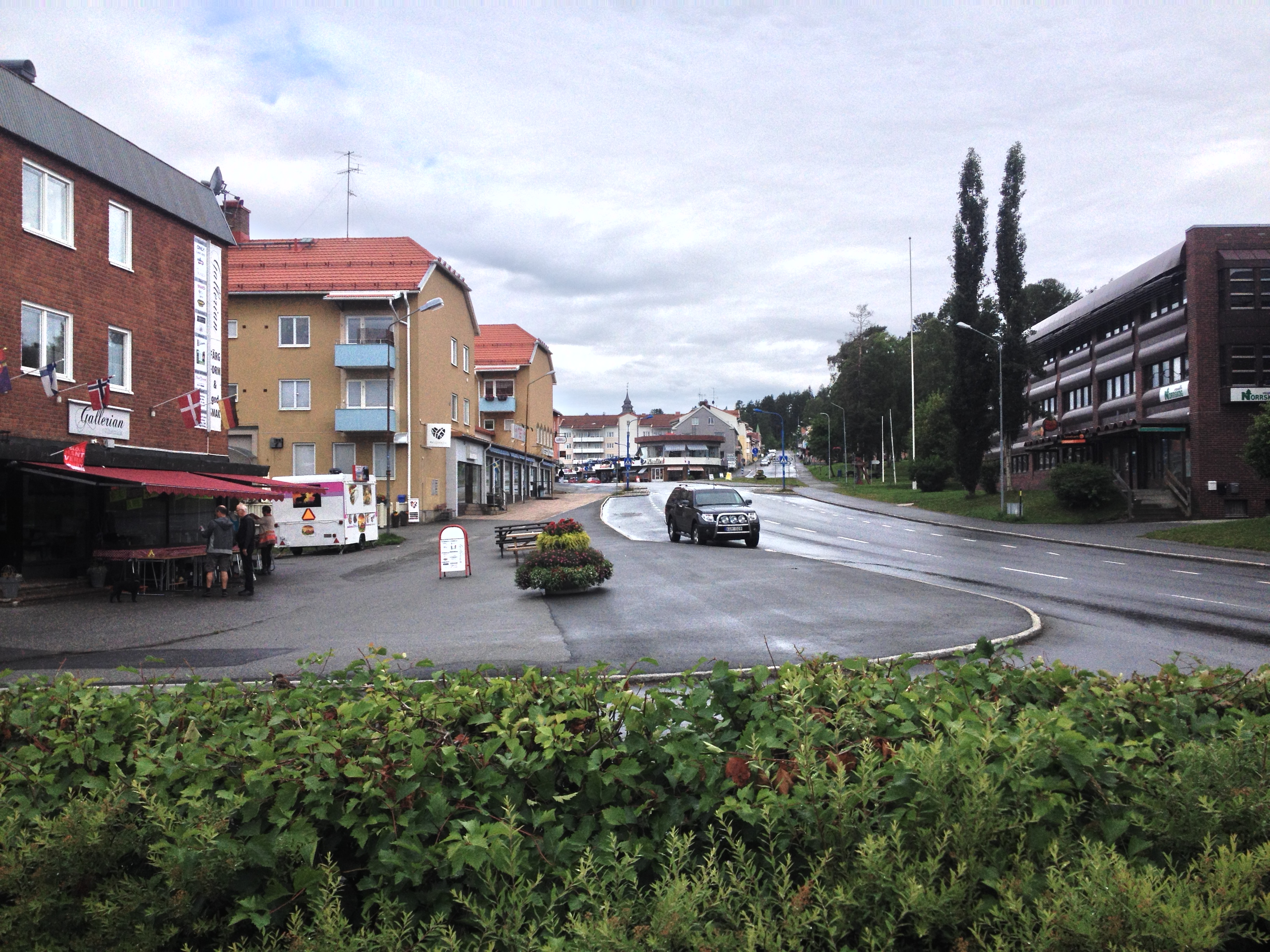
Центр містечка
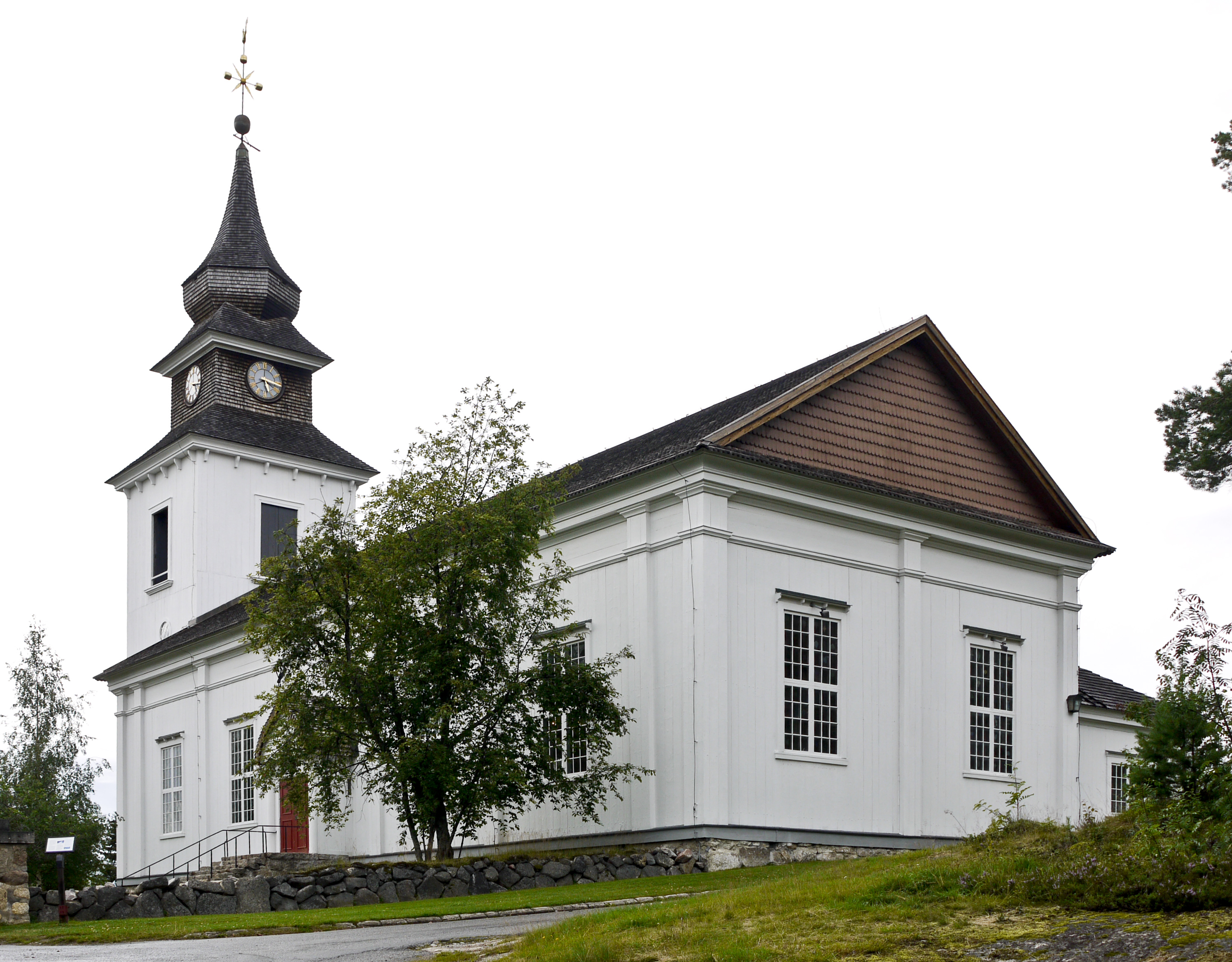
Церква
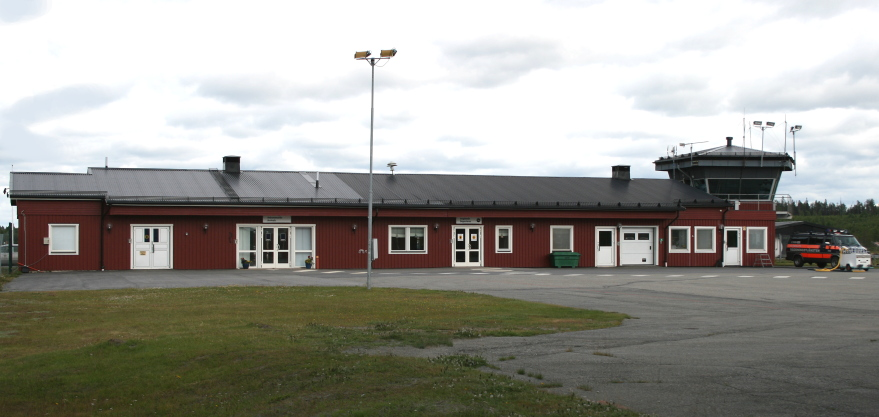
Летовище

## Покликання
- Сайт комуни Вільгельміна [Архівовано 26 вересня 2006 у Wayback Machine.]